# Adarte
Adarte est un village du sud de l'Érythrée peu peuplé situé dans le nord du district de Denkalya méridional dans la région de Debub-Keih-Bahri.

## Géographie
En distance orthodromique, le village se situe à 72,6 kilomètres d'Assab, la capitale du district et de la région, et à 412,5 kilomètres de la capitale du pays, Asmara.
Le village se situe dans une région très désertique, proche de la dépression de l'Afar et du désert Danakil et des nombreux volcans s'y apportant ; c'est ainsi qu'il se situe à moins d'une cinquantaine de kilomètres du Nabro. Il y a peu d'établissements humains autour du village, ainsi, Dara-Akhat, Geharê Shet' et Lima sont des villages qui ne sont pas peuplés en permanence ; le plus proche étant Seud Buij, situé à environ 4,6 kilomètres.
Il se situe dans une région creusée par des petites rivières et ruisseaux et donc formée de vallons et de vallées ; il se situe sur un des petits plateaux d'une de ces vallées, à 270 mètres d'altitudes.

### Présence cartographique
Bien que le village soit petit, il sert de point de repère sur certaines cartes, non loin de Beylul. Il s'agirait d'un point de passage sur une route pour chameaux où les caravanes s'arrêtent pour les points d'eau situés non loin,.

## Climat
Proche de la route P-6 reliant la ville portuaire de Massaoua à une autre ville portuaire, Assab, la ville bénéficie d'un climat de type désert chaud.

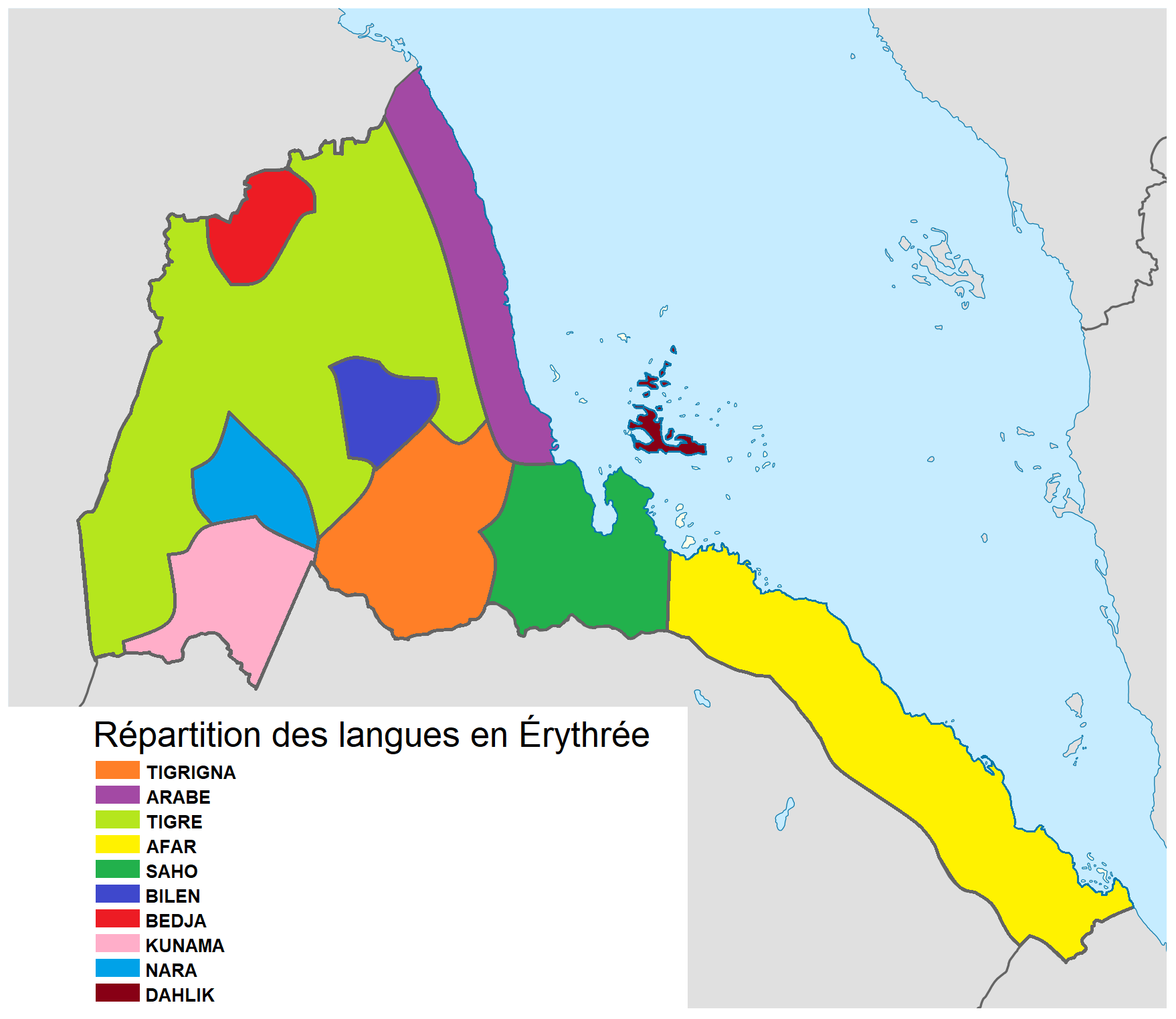
Carte des langues en Érythrée.

## Langue
Comme tout le sud de l'Érythrée, le village est peuplé de peuples parlant l'Afar.

## Faune et flore

### Ornithologie
Pendant la période coloniale et la découverte de la région par les colons européens, il s'est avéré qu'Adarte était, certes le point de passage pour les chameaux, un point de passage également pour le Turdoides plebejus leucocephalus, plus connu sous son nom vernaculaire de cratérope brun, un oiseau endémique du sahel et de la région nord des grands lacs africains. Il se poserait à Adarte en raison des zones ripariennes situées le long des ruisseaux, permettant à une petite végétation de se développer dans cette région très aride de la corne africaine. Des spécimens provenant d'Adarte sont conservés au centre de biodiversité Naturalis, aux Pays-Bas,.

Oiseaux conservés découverts à Adarte, au centre Naturalis
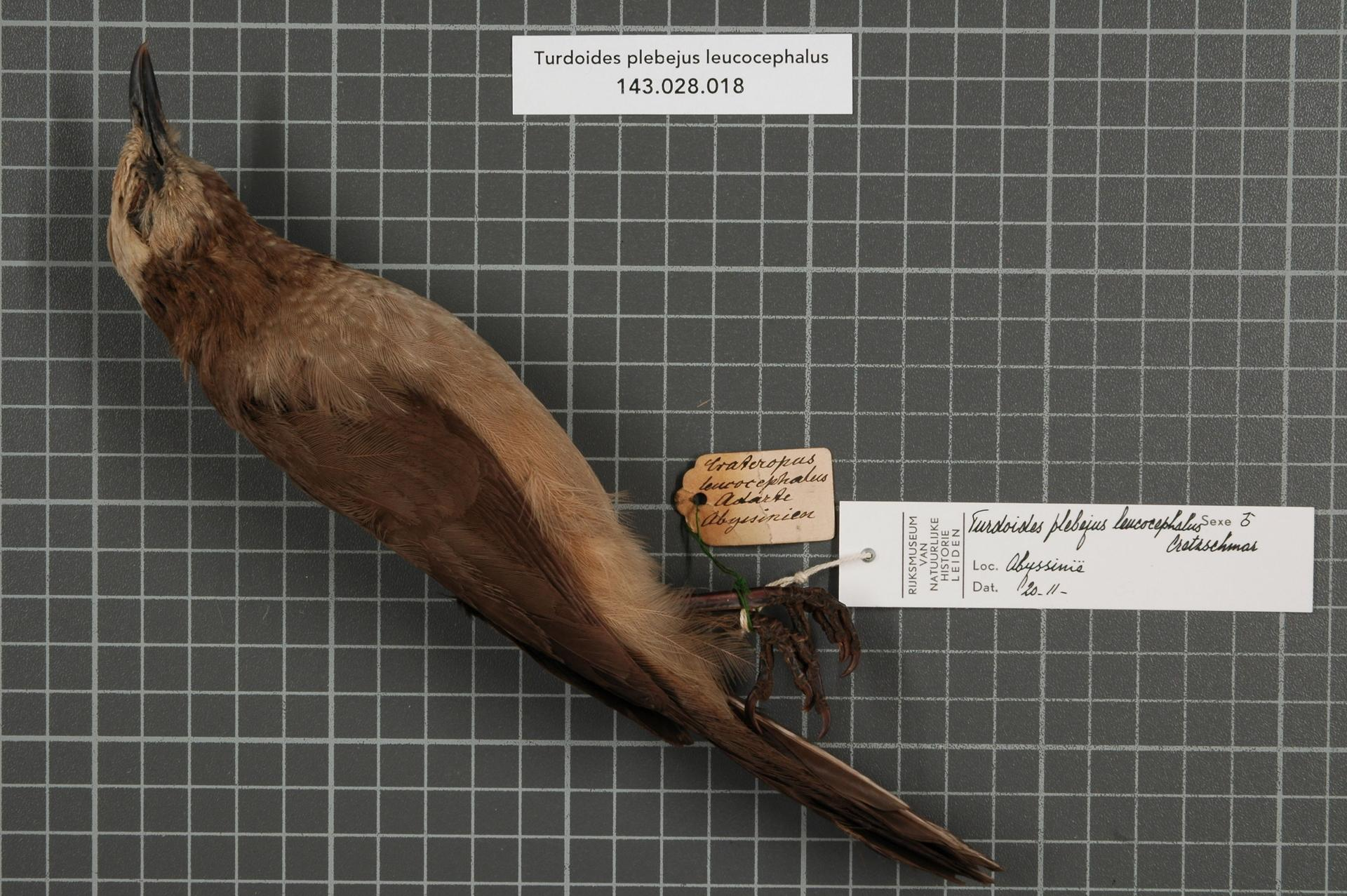
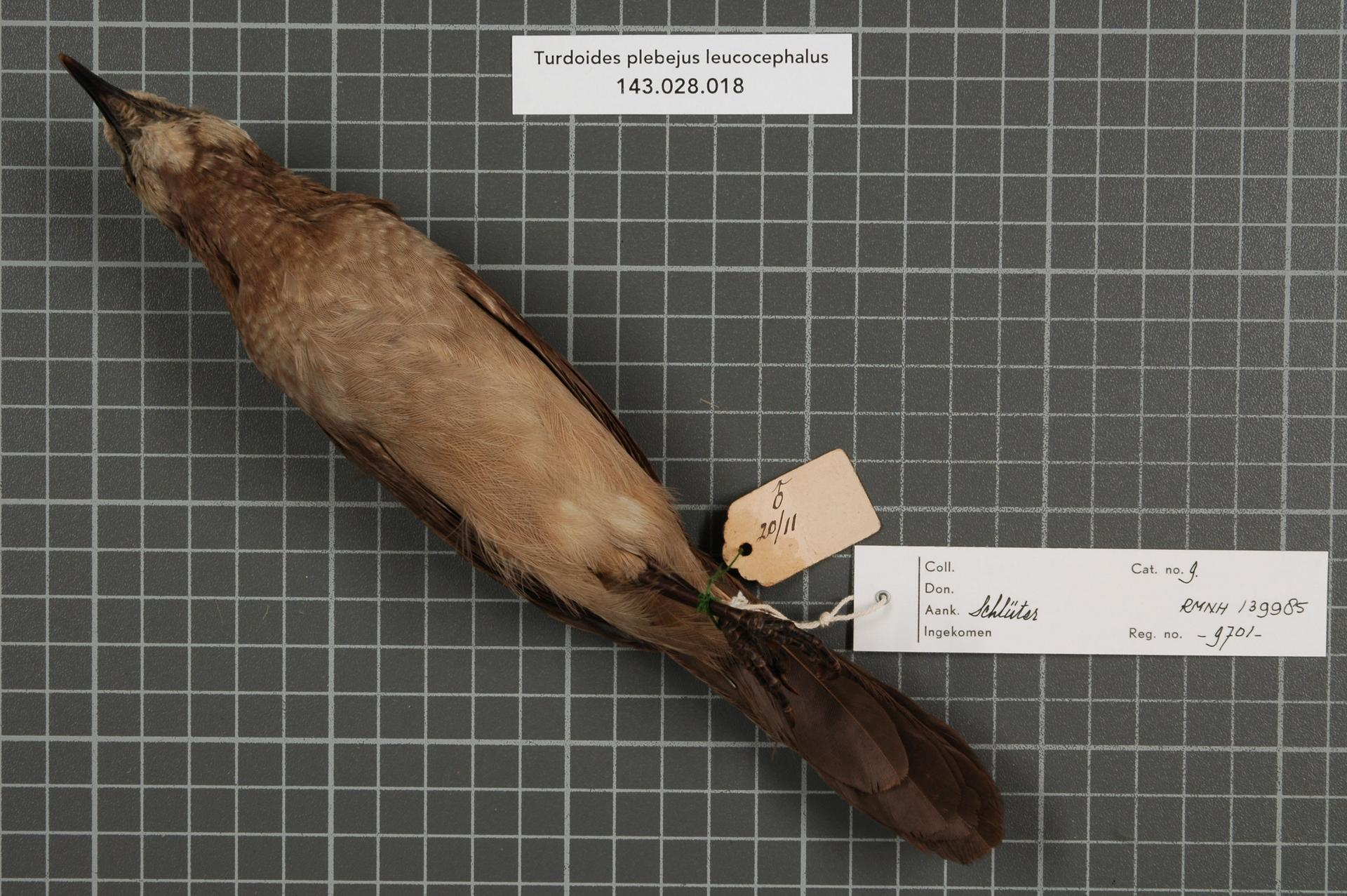
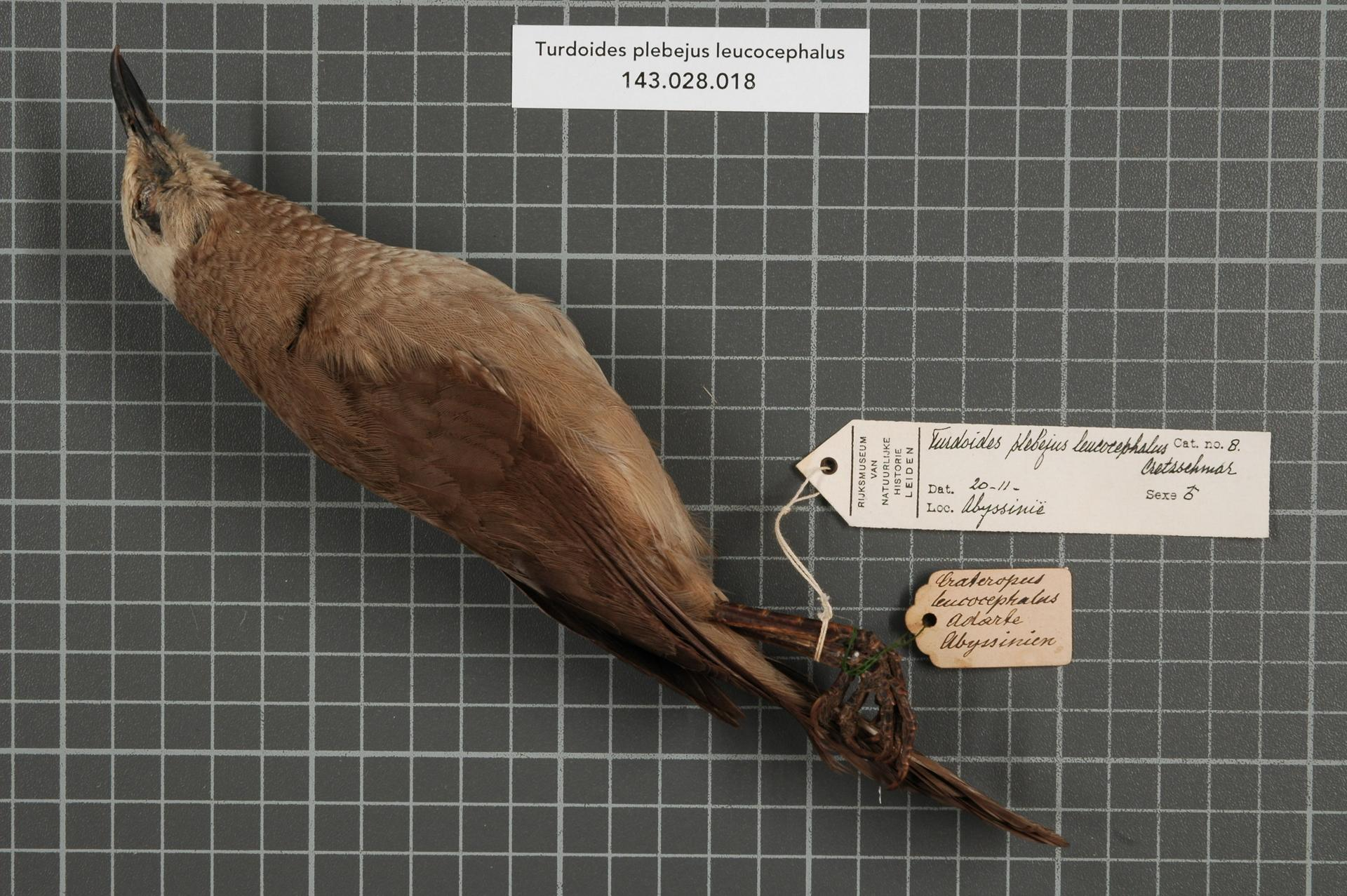
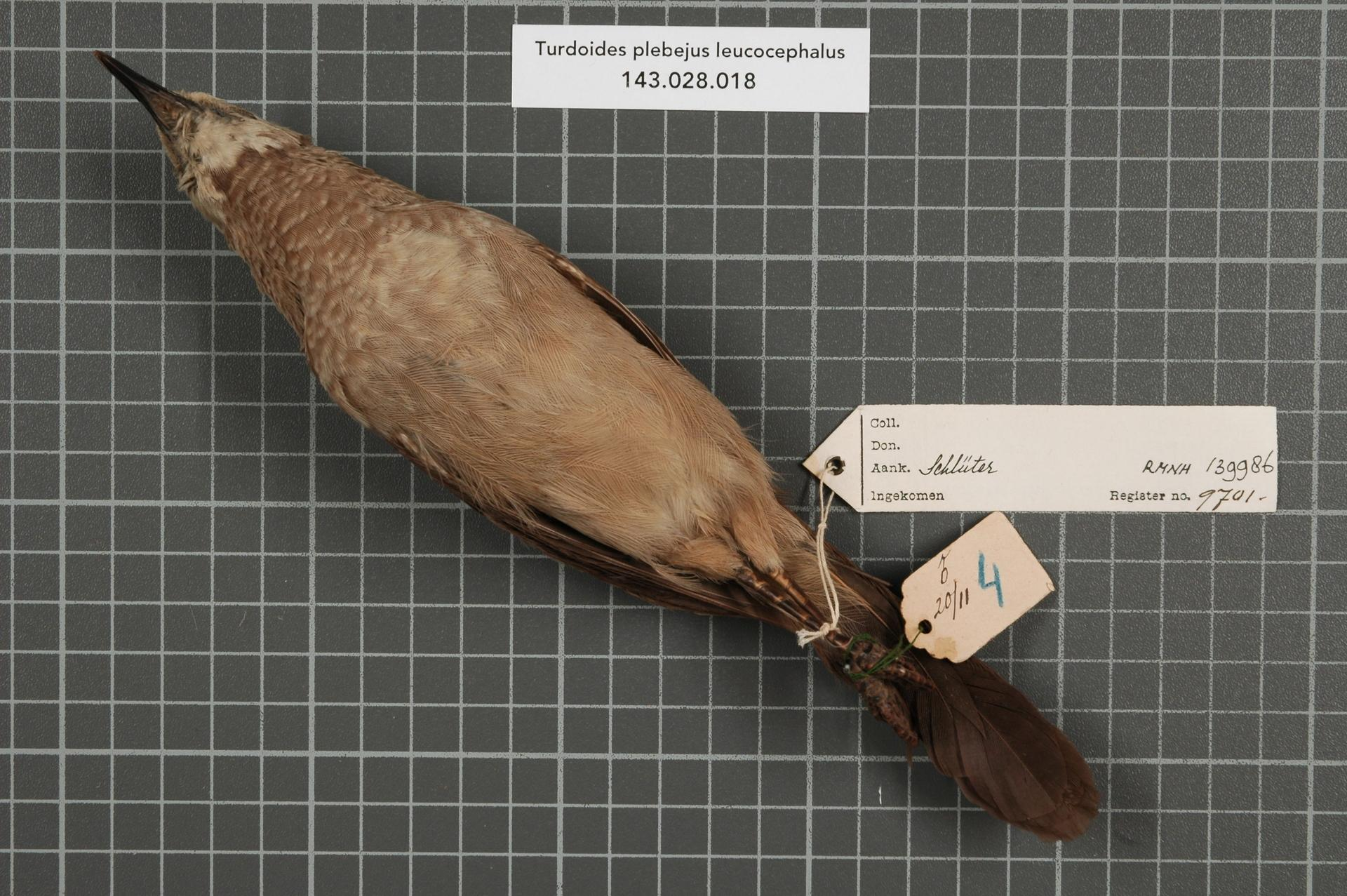